# Fernando Fulgosio
Fernando Fulgosio Carasa (Madrid, 1831-Orense, 22 de octubre de 1873) fue un arqueólogo, historiador, geógrafo, escritor y periodista español.

## Biografía
Aunque nació en Madrid, era de familia gallega de militares, hijo de Francisco Fulgosio y sobrino de los famosos oficiales carlistas José Fulgosio y Dámaso Fulgosio, todos fallecidos prematuramente. Perteneció al Cuerpo de Archiveros y Bibliotecarios. Su novela Alfonso (1866) fue premiada por la Real Academia Española. Colaboró en La Época, Escenas Contemporáneas, El Museo Universal, La Ilustración Española y Americana, El Bazar, Los Niños, la revista El Arte en España y otras publicaciones. Murió tempranamente en Orense el 22 de octubre de 1873, cuando tenía cuarenta y dos años.

## Obras

### Novelas
- Alfonso (recuerdos de Galicia). (Novela de costumbres, Madrid, 1866, en Google Books )
- Una mata de helecho en la costa de Málaga (1869)
- El día de Santiago (1870)
- La última señora de Insúa (1866)
- Recuerdos de viaje. Apuntes para la descripción é historia de Galicia (1870)
- La perla de Lima. Guerra del Pacífico, Madrid, Impr. Víctor Sáiz, 1869; hubo una edición anterior de 1867; es novela sobre la guerra entre España y Perú y el bombardeo del puerto de El Callao.

### Ensayo
- El castillo del Marqués de Mos en Sotomayor. Estudio histórico sobre el feudalismo en Galicia (1871)

### Teatro
- Pedro Madruga, zarzuela con música de Adalid.

### Crónicas
- Crónica de las Islas Baleares (1870)
- Crónica de la Provincia de Tarragona (Imprenta de Rubio, Grilo y Vitturi, Madrid, 1870)
- Crónica de las Islas Filipinas (1871)
- Crónica de la Provincia de Ávila (1870)
- Crónica de la Provincia de Valladolid
- Crónica de la Provincia de La Coruña
- Crónica de la Provincia de Pontevedra
- Crónica de la Provincia de Orense
- Crónica de la Provincia de Guipúzcoa (1868)[1]
- Crónica de la Provincia de Zamora